# 当麻鏡麻呂
当麻 鏡麻呂（たいま の かがみまろ）は、奈良時代の貴族。姓は真人。官位は従五位上・民部大輔。

## 経歴
天平6年（734年）正六位下から外従五位下に叙せられ、天平8年（736年）内位の従五位下に叙爵する。
天平10年（738年）因幡守に任ぜられ地方官を務める。天平15年（743年）少納言として京官に復し、天平19年（747年）従五位上・民部大輔に至る。

## 官歴
『続日本紀』による。
- 時期不詳：正六位下
- 天平6年（734年） 正月17日：外従五位下
- 天平8年（736年） 正月21日：従五位下
- 天平10年（738年） 8月10日：因幡守
- 天平15年（743年） 6月30日：少納言
- 天平19年（747年） 正月20日：従五位上。12月4日：民部大輔